# ひみつ戦隊モモイダー
『ひみつ戦隊モモイダー』は、藤沢とおるによる日本の漫画作品。『週刊ヤングジャンプ』（集英社）にて2003年27号より38号まで連載された後、『漫革』（同）ではVol.53（2006年9月25日号）からVol.57（2007年8月20日号）まで連載。

## 概要
ひみつ戦隊の一員であるさくらももの日常を描き戦隊物の矛盾をつっこむアンチテーゼも含まれている。ヤングジャンプ掲載時はギャグマンガであったが、作者本人の意向により休載。漫革では村上を主役にしたアクションストーリーに変更されギャグ要素も減った。作者によればこの作品はほとんど趣味で描いた作品なのだという。

## ストーリー

### ヤングジャンプ版
ラー将軍率いる日本転覆を企む悪の組織「KKK」は日本に侵略を開始。KKKが送り込んだ怪人は警察や自衛隊による物理攻撃をものともせず東京を破壊し被害を拡大させていった。そこで政府は防衛省直属の特殊機関、通称M5を設立。圧倒的な力でKKKの送り込んだ怪人はM5の前にはなすすべもなかった。
そして今日もKKKによる犯罪が発生。ひみつ戦隊の一員さくらももは現場に向かおうとするが向かった頃には、4人で事件が解決し本人は歩道走行等により現場に向かえず。向かったら向かったでりんごとの合体技を披露するも両足を捻り現場から病院に直行する、など戦隊の足を引っ張るばかり。あげく予算難から官僚のお水の接待に回されるのであった。

### 漫革版
防衛省のエリート村上護は、実家が小料理屋であり、料理が得意であることから、秘密組織「ひみつ戦隊モモイダー」の家政婦に任命される。国の役に立てない村上は絶望するがモモイダーとKKKの予想を超える激闘に驚き圧倒される。
しかし、最終話で、戦隊ヒーローらしい活躍もできずにお水の接待を続けることに不満を持ったももが、自らの願望のもとで描いた漫画中の物語であったことが明らかにされる。

## 登場人物

### 主要キャラクター
さくらもも（モモイダーピンク）
ヤングジャンプ時代の主人公。初めは戦隊の足を引っ張ってばかりいた。ハゲを見ると叩きたくなる習性を持ち、跳躍を生かした攻撃が得意。愛車に名前をつける癖がある。美容や健康を気にしているようだ。
村上護
漫革時代の主人公。防衛大学校を首席で卒業したエリート新人隊員。階級は二等陸曹から一等陸曹に昇進。

### モモイダー
防衛庁管轄、自衛隊特殊戦隊科連隊の公務員。自衛隊市ヶ谷駐屯地に本部があり指令が下るまでは特にする事はなく遊びまわってても良かったが、後に予算削減で本部は六本木に移転、カモフラージュのコスプレクラブ『国防』で客と官僚の相手をさせられる。
赤羽りんご（モモイダーレッド）
ももと仲が良く合体技を一緒に作ろうと提案する。チームの中ではパワーがあり、対怪人の立役者。
緑川らいむ（モモイダーグリーン）
特殊攻撃が得意。一人称は「らいむ」。コミケが好きなヲタク少女。
黒木あけび（モモイダーブラック）
戦隊のリーダー。愛想笑いができ彼女個人でも怪人を倒せるほどの戦闘力がある。
黄巻ゆず（モモイダーイエロー）
コギャル風でオヤジが得意。スピードを生かした攻撃が得意。正確な年齢は不明だがももより年下。
邪宗門大介
通称「団長」「ニセ大門」。階級は陸将補、モモイダーの隊長。

### KKK
大規模な作戦はなく、怪人を作って原稿を盗む、騒音、動物をいじめる、密漁による市場価格の崩壊、盗撮等の社会犯罪が中心だが上記のとおり拳銃や兵器が通用せず警察や自衛隊の手に負えない非常に迷惑な集団。ももによると最終話の頃には殆ど活動しなくなった。
ラー将軍
KKKの幹部。現代の科学力を超越したオーバーテクノロジー技術を使える人物。

## 書籍情報
- 藤沢とおる『ひみつ戦隊モモイダー』〈ヤングジャンプコミックス〉、全1巻、2007年12月24日発売、ISBN 978-4-08-877365-0